# Джем-сесія

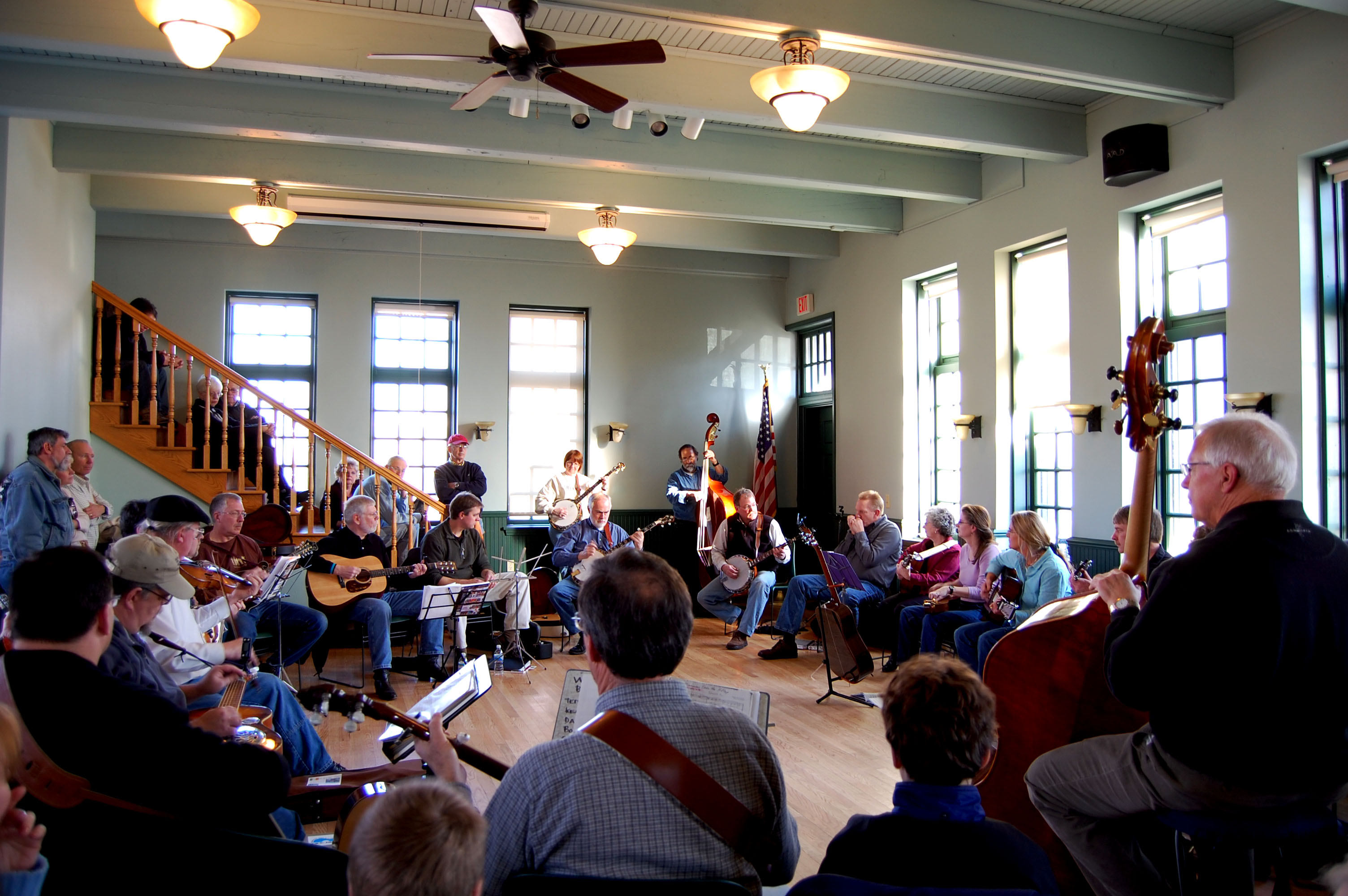
Блюграсова джем-сесія у Делафілді, штат Вісконсин, 8 лютого 2009 року

Джем-сесія (також джем-сешн, джем-сейшн, джем-сейшен, від англ. jam session) — це відносно неформальна музична подія, процес чи діяльність, коли музиканти, зазвичай інструменталісти, грають імпровізовані соло на мелодії, пісні та акордові послідовності. «Джемити» означає імпровізувати музику без великої підготовки або заздалегідь визначених аранжувань, за винятком випадків, коли гурт грає відомі джазові стандарти або кавери на існуючі популярні пісні.
Оригінальні джем-сесії, також «вільні сесії», музиканти часто використовують для створення нового матеріалу (музики) та пошуку відповідних аранжувань. Джем-сесії можуть ґрунтувати на існуючих піснях або формах, на узгодженій акордовій прогресії або акордовій діаграмі, запропонованій одним із учасників, або ж можуть бути повністю імпровізованими.

## Джаз
Одне з перших використань фрази «джем-сесія» з'явилося в 1920-х роках, коли білі та чорні музиканти збиралися після своїх регулярних концертних виступів, щоб грати джаз, який вони не могли грати в стилі «Пола Вайтмена», в якому вони зазвичай грали. Коли Бінг Кросбі відвідував ці сеанси, музиканти казали, що він «джемив (забивав) ритм», оскільки він хлопав «на раз і три». Так ці сеанси стали називати «джем-сесіями». Мезз Мезроу дав детальніший опис, базуючись на своєму досвіді у джазовому спікізі-закладі Three Deuces (укр. «Три Двійки»):
Я думаю, що термін «джем-сесія» виник саме в цьому закладі. Задовго до цього, звичайно, кольорові хлопчики збиралися разом і грали на ударних, але це були в основному приватні сесії, суто для професійних музикантів, та ідея зазвичай полягала в тому, щоб спробувати «підрізати» один одного: кожен намагався перевершити інших і проявити себе якнайкраще. Ці їхні імпровізовані концерти були загальновідомі як «конкурси підрізання» (англ. cutting contests). Наша ідея <…> полягала у тому, щоб разом зіграти, зробити імпровізацію справді колективною <…> У цьому концертному залі підвалу хтось завжди кричав мені: «Гей, Джеллі, що ти будеш робити?» — вони дали мені це прізвисько, ще іноді називали мене Ролл, бо я завжди хотів зіграти Кларенса Вільямса «(I Ain't Gonna Give Nikome None O 'This) Jelly Roll» — і майже кожного разу, коли я приходив, вони казали: «Jelly's gonna jam some now» (укр. Джеллі буде трохи джемити зараз), просто як своєрідна гра слів. Ми завжди вживали слово «сесія», і я думаю, що вираз «джем-сесія» виріс із цього грайливого крику туди-сюди.
Нью-йоркська сцена під час Другої світової війни славилася позаурочними джем-сесіями. Одним із найвідоміших був регулярний джем поза робочим часом у клубі Minton's Playhouse, на який збиралися з 1940-х і до початку 1950-х. Джем-сесії у Мінтона були родючим місцем зустрічей і полігоном як для відомих солістів, як-от Бен Вебстер і Лестер Янг, так і для молодших джазових музикантів, які незабаром стали провідними представниками бібоп-руху, включаючи Телоніуса Монка (піаніста будинку Мінтона), саксофоніста Чарлі Паркера й трубача Діззі Гіллеспі. У джемах Мінтона проходили змагальні «конкурси підрізання» (англ. cutting contest), у яких солісти намагалися не відставати від клубного гурту та перевершувати один одного в імпровізаційній майстерності.